# Stadion Budaunik w Soligorsku
Stadion Budaunik (Stroitiel) w Soligorsku (biał.: Будаўнік; ros.: Строитель) – stadion piłkarski w Soligorsku, na Białorusi. Obiekt może pomieścić 4200 widzów. Swoje spotkania rozgrywa na nim drużyna Szachcior Soligorsk.